# Ichiji Otani
Ichiji Otani (大谷 一二, Otani Ichiji, Hyogo, 31 augustus 1912 – 23 november 2007) was een Japans voetballer die als aanvaller speelde.

## Japans voetbalelftal
Ichiji Otani maakte op 13 mei 1934 zijn debuut in het Japans voetbalelftal tijdens een Spelen van het Verre Oosten tegen Nederlands-Indië. Ichiji Otani debuteerde in 1934 in het Japans nationaal elftal en speelde 3 interlands, waarin hij 1 keer scoorde.

## Statistieken
| Japans voetbalelftal | Japans voetbalelftal | Japans voetbalelftal |
| Jaar                 | Wed.                 | Dlp.                 |
| -------------------- | -------------------- | -------------------- |
| 1934                 | 3                    | 1                    |
| Totaal               | 3                    | 1                    |